# Інамбу карликовий
Інамбу карликовий (Taoniscus nanus) — птах, що належить до родини тинамо́вих (Tinamidae).

## Поширення
Птах мешкає на рівнинних відкритих територіях на висоті до 1000 м. Вид поширений на півдні Бразилії, у Парагваї та на півночі Аргентини.

## Спосіб життя
Живиться, в основному, комахами (основу раціону складають терміти). Також поїдає дрібних безхребетних: павуки, багатоніжки, хробаки.